# Eugenia Garrido
Clemencia Eugenia Garrido Álvarez de la Rivera (Santiago de Chile, 14 de mayo de 1933) es una historiadora y política chilena. 
Fue alcaldesa de Viña del Mar entre 1982 y 1990, designada por la dictadura militar encabezada por Augusto Pinochet, siendo la primera mujer en ocupar el puesto de alcaldesa en la historia de la comuna. Posteriormente se desempeñó como concejala de la misma comuna entre 2004 y 2016.

## Biografía
A los tres años de edad su familia, originaria de Santiago de Chile, se mudó a la costera ciudad de Viña del Mar. Estudió en el Colegio Saint Margaret's, pero sus tres últimos años de enseñanza secundaria los realizó en el Elisabeth College en Santiago.
Estudió en la Universidad Católica de Valparaíso donde recibió la Licenciatura, y posteriormente el Magíster en Historia. Contrajo matrimonio con Fernando Vargas Amunátegui con quien tuvo dos hijos: Gonzalo y Rodrigo.

## Carrera pública

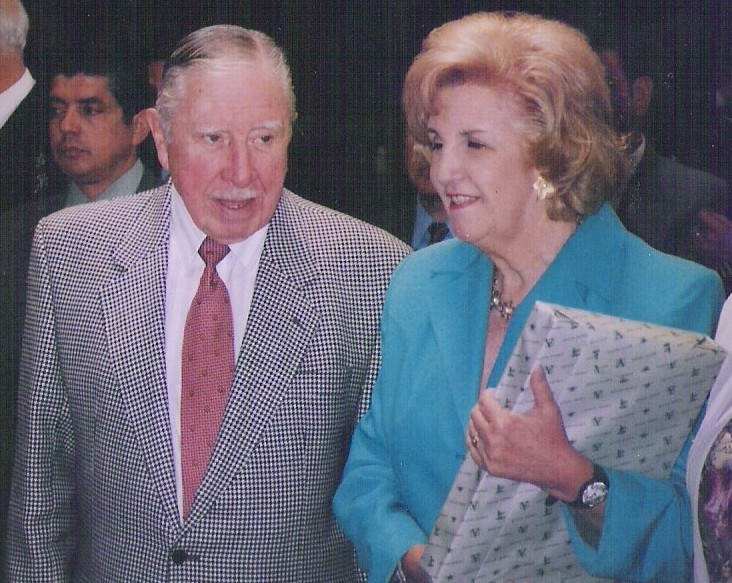
Eugenia Garrido junto a Augusto Pinochet en el año 1984.

Trabajó en la Secretaría Regional de la Mujer. El 21 de julio de 1980 fue nombrada Secretaría Regional Ministerial del Ministerio Secretaría General de Gobierno de la Región de Valparaíso.
Fue alcaldesa designada de Viña del Mar entre 1982 y 1990 por el régimen dictatorial de Augusto Pinochet, siendo la primera mujer en la historia de la comuna en ostentar este puesto. En 1993 se presentó a las elecciones parlamentarias como candidata a diputada por el Distrito 14, compuesto por la comuna de Viña del Mar, no resultando elegida.
En 2004 se presentó como candidata a concejal por Viña del Mar, en representación de la Unión Demócrata Independiente (UDI) en las elecciones municipales, resultando electa con la primera mayoría, con el 14,73% de los votos. En las elecciones municipales de 2008 obtuvo el 10,33% de los votos, resultando elegida nuevamente con una de las más altas votaciones en Viña del Mar. Fue reelegida por tercera vez en las elecciones municipales de 2012.

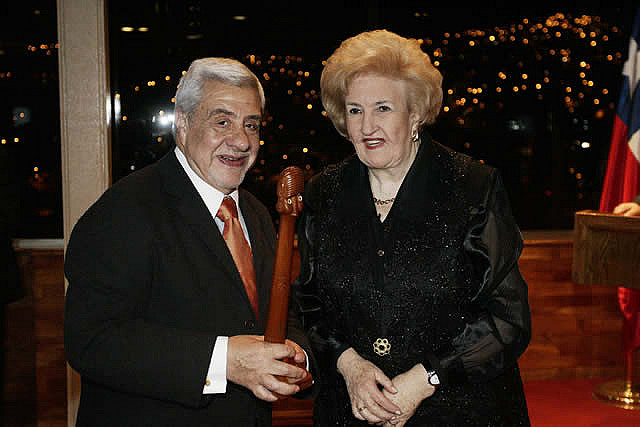
Garrido junto a Julio Jung en 2009.

Participa de la Fundación Renzo Pecchenino (Lukas), en la cual es vicepresidenta del Directorio y su representante legal. Además es actualmente vicepresidenta de la Corporación Cultural de Viña del Mar y trabaja en el Archivo Histórico de Viña del Mar.
En noviembre de 2021, a través de su cuenta de Twitter (hoy X) escribió un tuit/posteo dándole su apoyo públicamente al candidato del Partido Republicano, José Antonio Kast. Señalando lo siguiente:

Las mujeres queremos para Chile orden, seguridad, y vivir  en paz. Kast nos da confianza
Todas con Kast por el bien de nuestra patria!!! #MujeresPorKast
Eugenia Garrido, noviembre de 2021.

En diciembre de 2021, se entregaron los Premios Regionales de Arte, Cultura y Patrimonio, en una ceremonia que se realizó en el Palacio Baburizza y fue encabezada por la Seremi de Culturas, las Artes y el Patrimonio, Constance Harvey Bohn. En la instancia se reconoció la labor de Eugenia Garrido en educación, arte y cultura, destacó en directorios de organismos culturales, y también por crear el Archivo Histórico de Viña del Mar y la Unidad de Patrimonio de la misma ciudad. También participó en la creación del Museo Artequin en la Ciudad Jardín, y del Museo Mirador de Lukas en Valparaíso. En sus distintas funciones de servicio público, ha tenido una especial preocupación por la cultura, la educación y el patrimonio.

## Publicaciones

### Libros
- “Inauguración monumento José Francisco Vergara”, con Jorge Salomó, Archivo Histórico de Viña del Mar, serie Acontecer Urbano, N.º 1, Año 1, 1996, 15 págs.
- “Viña del Mar, un recorrido por su historia”, con Jorge Salomó, Archivo Histórico de Viña del Mar, serie Extensión Educativa, N.º 1, Año 2, Viña del Mar, 1997, 28 págs.
- “Palacio Rioja, Fernando Rioja Medel, creador y empresario 1860-1922”, Ediciones El Ángel, Viña del Mar, 1998, 38 págs.
- “140 años de la Cámara de Comercio y Valparaíso”, con Piero Castagneto y Alessandro Monteverde, Editorial Trineo S.A., Santiago, 1998, 175 págs.
- “Lever, Murphy y Cía., historia de una empresa viñamarina 1883-1936”, con Piero Castagneto, Flavio Baumann y Carolina Miranda, Viña del Mar, 1998, inédita.
- “Valparaíso Histórico de Lukas”, Con Vicente Mesina, Editorial El Mercurio de Valparaíso, Valparaíso, 2004.

## Historial electoral

### Elecciones parlamentarias de 1993
Elecciones parlamentarias de 1993, Diputado por el Distrito 14 (Viña del Mar), Región de Valparaíso
| Candidato                            | Pacto | Partido | Votos  | %     | Resultado |
| ------------------------------------ | ----- | ------- | ------ | ----- | --------- |
| Raúl Urrutia Ávila                   |       | RN      | 47 729 | 29,81 | Diputado  |
| José Makluf Campos                   |       | DC      | 44 996 | 28,10 | Diputado  |
| Eugenia Garrido Álvarez de la Rivera |       | UDI     | 27 831 | 17,38 |           |
| José Molina Sepúlveda                |       | SDCH    | 22 662 | 14,15 |           |
| Juan Soto Vergara                    |       | PC      | 14 019 | 8,76  |           |
| Juvenal Peñailillo Farías            |       | AHV     | 2866   | 1,791 |           |

### Elecciones municipales de 2004
Elecciones municipales de 2004, elección de concejales 2004 (Viña del Mar)
| Candidato                            | Partido | Votos  | %     | Resultado                                              |
| ------------------------------------ | ------- | ------ | ----- | ------------------------------------------------------ |
| Eugenia Garrido Álvarez de la Rivera | UDI     | 18 023 | 14,73 | Concejal                                               |
| Juan Arriagada Arens                 | DC      | 8060   | 6,59  | Concejal                                               |
| José Molina Sepúlveda                | PPD     | 7828   | 6,40  | Concejal                                               |
| Carlos Gómez González                | RN      | 7485   | 6,12  | Concejal                                               |
| Tomás de Rementería Durand           | PS      | 7206   | 5,89  | Concejal                                               |
| Laura Giannici Natoli                | DC      | 7083   | 5,79  | Concejal                                               |
| Max Bastidas Pinilla                 | PPD     | 6969   | 5,69  | Concejal (Destituido por acusación de fraude al fisco) |
| Andrés Celis Montt                   | RN      | 6872   | 5,62  | Concejal                                               |
| Patrizia Consigliere Bozzolo         | ILB     | 5644   | 4,61  |                                                        |
| Hernán Soto Mendoza                  | PRSD    | 5372   | 4,39  | Concejal (Asume tras destitución de Max Bastidas)      |
| Tito Livio Moggia Munchmeyer         | UDI     | 5068   | 4,14  | Concejal                                               |
| Roberto Muñoz Latorre                | PS      | 4851   | 3.96  | Concejal (Asume tras destitución de Hernán Soto)       |
| Víctor Andaur Golmes                 | PC      | 3491   | 2,85  | Concejal                                               |

### Elecciones municipales de 2008
- Elecciones municipales de 2008, para el concejo municipal de Viña del Mar [9]

(Se consideran sólo los 10 candidatos más votados y concejales electos, de un total de 50 candidatos)
| Candidato                            | Pacto                    | Partido  | Votos  | %     | Resultado |
| ------------------------------------ | ------------------------ | -------- | ------ | ----- | --------- |
| Jaime Varas Valenzuela               | Alianza                  | Ind. UDI | 10 028 | 10,48 | Concejal  |
| Eugenia Garrido Álvarez de la Rivera | Alianza                  | UDI      | 9885   | 10,33 | Concejal  |
| Andrés Celis Montt                   | Alianza                  | RN       | 9255   | 9,67  | Concejal  |
| Macarena Urenda Salamanca            | Alianza                  | Ind. UDI | 6004   | 6,27  | Concejal  |
| Rodrigo Kopaitic Valverde            | Alianza                  | RN       | 4757   | 4,97  | Concejal  |
| Pamela Hödar Alba                    | Alianza                  | UDI      | 4186   | 4,37  | Concejal  |
| Laura Giannici Natoli                | Concertación Democrática | PDC      | 4165   | 4,35  | Concejal  |
| Tomás de Rementería Durand           | Concertación Progresista | PPD      | 3940   | 4,11  | Concejal  |
| Víctor Andaur Golmes                 | Juntos Podemos Más       | PC       | 3823   | 3,99  | Concejal  |
| Felicindo Tapia Tassara              | Concertación Progresista | PRSD     | 2928   | 3,06  | Concejal  |

### Elecciones municipales de 2012
Elecciones municipales de Chile de 2012, elección de concejales 2012 (Viña del Mar)
| Candidato                            | Pacto | Partido | Votos  | %     | Resultado |
| ------------------------------------ | ----- | ------- | ------ | ----- | --------- |
| Mafalda Reginato Bozzo               |       | UDI     | 16 143 | 15,97 | Concejal  |
| Andrés Celis Montt                   |       | RN      | 6076   | 6,01  | Concejal  |
| Rodrigo Andrés Kopaitic Valberde     |       | RN      | 5427   | 5,37  | Concejal  |
| Jaime Varas Valenzuela               |       | UDI     | 5310   | 5,25  | Concejal  |
| Macarena Urenda Salamanca            |       | UDI     | 4905   | 4,85  | Concejal  |
| Víctor Andaur Gómez                  |       | PC      | 4899   | 4,84  | Concejal  |
| Tomás de Rementería Durand           |       | PPD     | 4801   | 4,75  | Concejal  |
| Felicindo Tapia Tassara              |       | PRSD    | 4655   | 4,60  |           |
| Laura Giannici Natoli                |       | DC      | 4206   | 4,16  | Concejal  |
| Eugenia Garrido Álvarez de la Rivera |       | UDI     | 3410   | 3,37  | Concejal  |
| Pamela Hodar Alba                    |       | UDI     | 3204   | 3,17  | Concejal  |

### Elecciones municipales de 2016
Elecciones municipales de 2016, Elección de concejales 2016 (Viña del Mar)
| Candidato                            | Pacto                          | Partido | Votos | %    | Resultado |
| ------------------------------------ | ------------------------------ | ------- | ----- | ---- | --------- |
| Gabriel Mendoza Ibarra               | Chile Vamos UDI-Independientes | UDI     | 5300  | 7,44 | Concejal  |
| Carlos Williams Arroyo               | Chile Vamos RN-Independientes  | RN      | 4755  | 6,68 | Concejal  |
| Macarena Urenda Salamanca            | Chile Vamos UDI-Independientes | UDI     | 4162  | 5,84 | Concejal  |
| Jaime Varas Valenzuela               | Chile Vamos UDI-Independientes | UDI     | 3803  | 5,34 | Concejal  |
| Rodrigo Kopatic Valverde             | Chile Vamos RN-Independientes  | RN      | 3682  | 5,17 | Concejal  |
| Laura Giannici Natoli                | Nueva Mayoría para Chile       | DC      | 2937  | 4,12 | Concejal  |
| Pamela Hodar Alba                    | Chile Vamos UDI-Independientes | UDI     | 2810  | 3,95 | Concejal  |
| Fernando Andaur Godes                | Nueva Mayoría para Chile       | PC      | 2543  | 3,57 | Concejal  |
| Pablo Lizana Medina                  | Nueva Mayoría para Chile       | DC      | 2096  | 2,94 |           |
| Jorge Martínez Arroyo                | Chile Vamos UDI-Independientes | UDI     | 2071  | 2,91 |           |
| Eugenia Garrido Álvarez de la Rivera | Chile Vamos UDI-Independientes | UDI     | 2029  | 2,85 |           |
| Rosario Pérez Izquierdo              | Chile Vamos RN-Independientes  | RN      | 1966  | 2,76 |           |
| Marcela Varas Fuentes                | Nueva Mayoría para Chile       | PPD     | 1755  | 6,68 | Concejal  |